# Peixe-Boi
Peixe-Boi är en kommun i Brasilien.   Den ligger i delstaten Pará, i den nordöstra delen av landet, 1 600 km norr om huvudstaden Brasília. Antalet invånare är 7 868.
Omgivningarna runt Peixe-Boi är en mosaik av jordbruksmark och naturlig växtlighet. Runt Peixe-Boi är det glesbefolkat, med 13 invånare per kvadratkilometer.